# 432 f.Kr.

## Händelser

### Efter plats

#### Grekland
- Sparta kallar till och leder en konferens för det peloponnesiska förbundet. Vid konferensen närvarar atenska representanter och medlemmar av förbundet. Efter att Korinth har uppdragit ett antal argument mot Aten röstar en majoritet av medlemmarna för att anta en resolution, där man anklagar Aten för att ha brutit freden.
- Den atenske amiralen Formio fortsätter att belägra Potidaia genom att blockera öppningen till Korinthiska viken. Under tiden avseglar en atensk flotta, ledd av Archestratos,  mot Potidaia. Men, istället för Potidaia anfaller de makedonierna under Perdikkas II, som har allierat sig med Potidaia. Atenarna erövrar Therma (nuvarande Thessaloniki) och fortsätter sedan med en belägring av Pydna. Medan denna belägring pågår får de dock nyheter om att Korinth har skickat en styrka under Aristeios befäl för att hjälpa Potidaia. Som svar på detta skickar Aten fler trupper och fartyg under Hipponikos befäl. Den kombinerade atenska styrkan avseglar till Potidaia och landstiger där. I det efterföljande slaget vid Potidaia besegras Korinth och dess allierade av Aten.

#### Italien
- Den grekiska kolonin Herakleia i södra Italien grundas av kolonisatörer från Tarentum och Thurii.

#### Kina
- Markis Yi av Zeng begravs (tidigast detta år) tillsammans med många gravföremål, inklusive en uppsättning på 65 bronsklockor (bianzhong) med fem oktavskalor och två toner i varje klocka. Markis Yi var från staten Chu under de stridande staternas fas av Zhoudynastin.

### Efter ämne

#### Astronomi
- Den grekiske matematikern och astronomen Meton räknar ut sol- och måncyklerna. Detta leder till att han introducerar den 19-åriga Metons cykel i den atenska kalendern som en metod att räkna ut datum. Tillsammans med Euktemon observerar han sommarsolståndet den 27 juni.

#### Arkitektur
- Fidias färdigställer de skulpturer, som dekorerar Parthenon i Aten.